# Kim Thomas
Kim Thomas (* 9. September 1959) ist eine ehemalige US-amerikanische Sprinterin.
Beim Leichtathletik-Weltcup 1977 in Düsseldorf wurde sie Sechste in der 4-mal-400-Meter-Staffel.
1978 wurde sie US-Hallenmeisterin über 440 Yards. Ihre persönliche Bestzeit über 400 m von 52,85 stellte sie 1978 auf.